# Église Saint-Jean-Baptiste de Gerbépal
Pour les articles homonymes, voir Église Saint-Jean-Baptiste.
L'église Saint-Jean-Baptiste est une église catholique située à Gerbépal, en France.

## Situation
Située au sein de la commune de Gerbépal, l'église Saint-Jean-Baptiste se trouve à environ 630 mètres d'altitude, au 2B rue de l'Église, dans le département des Vosges, en région Grand Est.

## Histoire
L'église de Gerbépal, dédiée à saint Jean-Baptiste, existait déjà sous forme de chapelle au XVIe siècle. Elle date de la fin du XVIIe siècle, avec un remaniement important, dont l'ajout d'un retable en pierre de style Renaissance. Le porche de l'église porte la date de 1684.

## Description
La nef est composée de nombreux vitraux. L'église a été entièrement restaurée en 1866.

## Légende
Une légende racontée dans Légendes et Fleuves au pays des Lacs relate l'anecdote d'un curé joyeux d'avoir vu son clocher rénové, et de son paroissien Jean-Nicolas qui, en posant les dernières ardoises, perdit pied et se retrouva suspendu à l'aiguille de l'horloge. Après un moment de panique, il fut sauvé, et le curé l'invita à un repas festif pour célébrer l'événement.